# Guendalina Salimei
Guendalina Salimei (Roma, 27 giugno 1962) è un'architetta e docente italiana.

## Biografia
Si laurea a Roma nel 1990, presso la Facoltà di Architettura della Sapienza, fonda nel 1992 insieme a Roberto Grio, Giancarlo Fantilli, Giovanni Pogliani e Mariagusta Mainiero il "T studio". È professoressa associata presso il Dipartimento Architettura e Progetto (DiAP) della Facoltà di Architettura della Sapienza di Roma, dove insegna progettazione architettonica e urbana.
Nel 1996 vince il concorso internazionale Europan 4 per la realizzazione di edifici polifunzionali, residenze ed uffici a Bratislava e l'anno successivo vince il concorso indetto dall'UNESCO per Piazza Anargiry a Salonicco. Ottiene numerose menzioni a concorsi nazionali ed internazionali, nel 2000 partecipa alla Biennale di Venezia intitolata Less Aesthetics more ethics e l'anno successivo coordina la sezione architettura alla Biennale del Mediterraneo. Nel 2002 vince il premio "Roma Architettura".
Lo studio vince nel 2005 il concorso per la riqualificazione dell'area monumentale del porto di Napoli, progetto in fase di realizzazione. Si specializza nei progetti di riqualificazione, in particolar modo dei waterfront. Vince il concorso per il Centro servizi polivalente al "Molo San Cataldo" di Taranto e nel 2006 si occupa della riqualificazione del Borgo murattiano di Bari con il progetto Bari Crossing.
Nel 2008 è uno dei tre architetti italiani scelti per la Biennale di architettura di Pechino. Nello stesso anno, partecipa all'XI Biennale di architettura di Venezia "Out There: Architecture Beyond Building" nella sezione "Uneternal city - Trent'anni da Roma interrotta".
Nel 2008 il settimanale Edilizia e Territorio de Il Sole 24 Ore la nomina architetto italiano dell'anno, con un articolo in cui Luigi Prestinenza Puglisi la definisce "la punta di diamante di una nuova schiera di progettisti donna che stanno emergendo nel panorama dell'architettura italiana".
Nel 2009 vince il concorso per la riqualificazione del Corviale a Roma, il discusso progetto di edilizia popolare di Mario Fiorentino del 1972. Il progetto per il recupero degli spazi del terzo, quarto e quinto piano, che erano stati pensati da Fiorentino come spazi  per negozi, studi professionali e botteghe artigianali, ma che sono rimasti privi di servizi ed  occupati abusivamente dieci anni dopo il termine della costruzione. Il progetto che prevede una ristrutturazione, con modifiche delle divisioni degli spazi e l'inserimento di verde e giardini ha un costo previsto di 5 milioni, resta comunque irrealizzato. Il film Scusate se esisto! di Riccardo Milani prende spunto anche dalla figura della Salimei e del suo progetto per il Corviale.
Nel 2010 partecipa alla XXII Biennale di Venezia con il progetto "E-picentro" che propone una riflessione critica su quali azioni si possano promuovere e come possano essere rese possibili nel difficile periodo di transizione tra l'abbandono dell'Aquila e la sua ricostruzione.
Nel 2012 T-studio vince il concorso internazionale per Dao Viet Eco City, battendo all'ultimo gli australiani Ptw architects e High End JscSi, per il progetto di una nuova città, totalmente artificiale, destinata ad accogliere tra duemila e diecimila abitanti, in un'area di 800 ettari nella baia di Halong in Vietnam.
È curatrice del Padiglione dell'Italia alla 19° Biennale di Architettura di Venezia del 2025.
Nelle sue opere, i riferimenti principali sono all'opera di Steven Holl e Rem Koolhaas, Kazuyo Sejima, Peter Zumthor, Elías Torres. È membro del consiglio direttivo dell'Istituto Nazionale di Architettura (INArch) e del Work program dell'UIA (International Union Architects).